# توماس جی. برگرسن
توماس جی. برگرسن (انگلیسی: Thomas J. Bergersen؛ زادهٔ ۴ ژوئیهٔ ۱۹۸۰) یک موسیقی‌دان اهل نروژ و یکی از بنیان‌گذاران شرکت تو استپس فرام هل است.
توماس‌برگرسن یکی از محبوب‌ترین آهنگسازان در سبک موسیقی حماسی و تریلر است و بیش از ۲ میلیون شنوندهٔ ماهانه در اسپاتیفای دارد.